# Гутник, Пауль
Пауль Гутник (нем. Paul Guthnick; 1879—1947) — немецкий астроном.

## Биография
Родился 12 января 1879 года в Хитдорфе (район Леверкузена).
В 1901 году окончил Боннский университет, затем два года работал ассистентом А. Ауверса в Берлинской обсерватории, три года — в частной обсерватории Боткамп вблизи Киля. С 1906 года работал в Берлинской обсерватории (в 1913 — перенесена в Бабельсберг), в 1921 стал преемником Г. О. Струве на посту её директора. С 1916 — профессор Берлинского университета.
Один из пионеров использования фотоэлектрических методов для измерения блеска небесных тел. Около 1911 года его внимание привлекли исследования немецких физиков Ю. Эльстера и Г. Гайтеля, которые создали первые фотоэлементы, внедрили их в технику и разработали метод фотоэлектрических измерений. Гутник построил фотоэлектрический звездный фотометр, с помощью которого в 1912 году совместно с Р. Прагером начал систематические наблюдения блеска переменных звёзд. Эти пионерские работы, наряду с исследованиями Дж. Стеббинса и Г. Розенберга (Тюбинген, Германия), положили начало фотоэлектрической астрофотометрии, которая значительно повысила точность определений блеска по сравнению с визуальными и фотографическими методами и дала возможность изучать тонкие фотометрические эффекты. Гутник выполнил многочисленные исследования переменных, спектрально-двойных, новых звёзд, планет и их спутников, астероидов. В 1920 году осуществил первые определения фотоэлектрических показателей цвета звёзд. Предложил теории переменности цефеид и долгопериодических переменных.
Член Берлинской АН, член Баварской АН, Германской академии естествоиспытателей «Леопольдина», Папской АН, один из организаторов Немецкого астрономического общества.
Умер в Берлине 6 сентября 1947 года.

## Память
В 1970 году Международный астрономический союз присвоил имя Пауля Гутника кратеру на обратной стороне Луны.